# والتر اندروز
والتر اندروز (بالإنجليزية: Walter Andrews)‏ (17 أبريل 1865 في المملكة المتحدة - 26 نوفمبر 1908) هو لاعب كريكت بريطاني (وحمل سابقاً جنسية المملكة المتحدة لبريطانيا العظمى وأيرلندا). لعب مع نادي مقاطعة ساسكس للكركيت ‏.

## وصلات خارجية
- والتر اندروز على موقع إي آس بي آن كريك إنفو (الإنجليزية)